# 多佛普萊恩斯 (紐約州)
多佛普萊恩斯（英語：Dover Plains）是位於美國紐約州達奇斯縣的普查規定居民點。

## 人口
根據2020年美國人口普查的數據，多佛普萊恩斯的面積為1.82平方千米，當中陸地面積為1.77平方千米，而水域面積為0.05平方千米。當地共有人口1322人，而人口密度為每平方千米726.37人。